# 각질 (영화)
각질은 문수진 감독의 단편영화인데 부천국제판타스틱영화제, 서울국제여성영화제 등의 여러 영화제에서 상을 받은 작품이다.